# Ching-a-Ling
Ching A Ling é uma música de Missy Elliott e é o principal single de Step Up 2 the Streets. Ele também estará no sétimo álbum de Missy Elliott, Block Party. A música foi disponibilizada no Myspace e no Website oficial de Missy Elliott em 10 de Janeiro de 2008. Foi lançada oficialmente para download no iTunes em 22 de Janeiro de 2008.

## Videoclipe
O vídeo foi premiado no TRL da MTV e no 106 & Park do BET em 4 de Fevereiro de 2008. Foi dirigido por Dave Meyers e tem uma combinação de "Ching A Ling" e "Shake Your Pom Pom". É o primeiro videoclipe em 3D e tem a participação do famoso grupo japonês de dança Hip Hop "U-Min", conhecidos especialmente por suas danças em câmera lenta e Popping.
A parte "Ching A Ling" do vídeo aparece primeiro em um fundo branco com Missy Elliott e vários dançarinos de fundo, inclusive o "U-Min". Outras cenas aparecem durante o vídeo, como quando Missy aparece se balançando num balanço numa cena de outono, e jogando um DDR-esque game onde usa as letras de Ching A Ling no lugar de flechas.
A parte "Shake Your Pom Pom" do vídeo aparece uma festa em uma casa onde Missy Elliott e outros estão dançando, antes do final do vídeo eles aparecem fazendo barulho para a câmera.